# Johann Russe
Johann Russe (* vor 1506 in Lunden; † 1555) war ein Chronist der Dithmarscher Geschichte.
Russe war Sohn eines Grundbesitzers in Norderdithmarschen. Er wurde vermutlich vor 1506 geboren, seine letzte Notiz führt auf ein Ereignis im Jahre 1555 zurück. Vermutlich ist er mit dem auf der Grabplatte No. 41 auf dem Lundener Geschlechterfriedhof genannten "Grote Iohan Ros" identisch, der 1555 als "Vorweser des Landes Ditmersen" verstarb.
Seinen ersten Unterricht erhielt er vom Ortsgeistlichen, wahrscheinlich studierte er später an einer deutschen Universität die Rechte. Seine Schriften verraten Latein- und Griechischkenntnisse. Russe lebte als Bürger in Lunden und wurde zum Achtundvierziger, also zum Mitlandesregenten ernannt. Sein Interesse an der Dithmarscher Vergangenheit zeigte sich in verschiedener Weise: Er sammelte Chroniken, Bücher, Schlachtenlieder, Nachrichten aus Kirchenbüchern und alte Exemplare der Landesrechte.
Die in einem Kodex von Russe enthaltende Eiderstedtische Chronik (Berichtsjahre 1103 bis 1547) wurde wahrscheinlich von dem Landschreiber Dirck Scriver, einem Angehörigen einer Hofbesitzerfamilie in der Landschaft Eiderstedt unter Beteiligung seines Bruders Wenni Sywens ab etwa 1472 verfasst und war von anderen Familienmitgliedern mehrfach fortgesetzt worden.
Russes früher Tod verhinderte die Entstehung einer geplanten Landesgeschichte. Sein Material gelangte nach der Eroberung des Landes in die königliche Bibliothek in  Kopenhagen; nur ein Teil wurde veröffentlicht. Russe lieferte wichtige Quellen für das Werk des bedeutendsten Dithmarscher Chronisten, des Büsumer Diakons Neocorus, der jedoch nur Teile seiner Sammlung kannte.

## Werke
- Jo. Russe Lundensis fragmenta XXXV. rerum Dithmarsicarum ab a. 1040 - 1542. Quorum selectiora argumenta prodeunt ex autographo, accedunt e codice recentiori supplementa IV. usque ad a. 1595. In: Ernst Joachim von Westphalen (Hrsg.): Monumenta inedita rerum Germanicarum praecipue Cimbricarum et Megapolensium. Band 4. Leipzig 1745, Sp. 1439–1484 (hhu.de [abgerufen am 3. Juli 2025] Enthält u.a. Vita & Martyrium Hinr. Zutphani, in Ditmarsia combusti a. 1524. ex Renneri chronico Bremensi msc. tom. II. ad a. 1522. Wo Gades Wort erst to Bremen to predigen angefangen).
- Johann Russe´s, Achtundvierzigers aus Lunden, Sammlungen und Vorarbeiten zur Chronik des Landes Dithmarschen. Aus der Urschrift mitgetheilt. In: Staatsbürgerliches Magazin. Band 9, 1829, S. 343–380, 696–723, urn:nbn:de:gbv:8:2-5970588 (Herausgegeben von Andreas Ludwig Jacob Michelsen. Enhält Chronick der Nordt-Eluischen Sassen, der Dietmarschen Stormarn vnde Holsten und Eiderstedtische Chronik).
- Henning Swyn aus Lunden. Bei J. Russe. In: Friedrich Christoph Dahlmann (Hrsg.): Chronik des Landes Dithmarschen. Aus der Urschrift herausgegeben. Zweiter Band. Kiel 1827, S. 459–462 (digitale-sammlungen.de [abgerufen am 3. Juli 2025]).